# Hallucinate
"Hallucinate" é uma canção da cantora inglesa Dua Lipa, gravada para seu segundo álbum de estúdio Future Nostalgia (2020). Foi escrita por Lipa ao lado de Frances e SG Lewis, com a produção sendo realizada por este último e Stuart Price. Foi lançada como quarto single do álbum em 10 de julho de 2020 através da Warner Records.

## Antecedentes
"Hallucinate" foi lançado em 27 de março de 2020 como a sétima faixa do segundo álbum de estúdio de Lipa, Future Nostalgia. Em abril de 2020, Lipa confirmou que o álbum receberia um quarto single. Em 3 de julho de 2020, Lipa anunciou que "Hallucinate" havia sido escolhido como o próximo single, além de revelar a capa e data de lançamento uma semana depois.

## Videoclipe
O videoclipe foi lançado em 10 de Julho. Dirigi￼do Por Lisha Tan.

## Desempenho nas tabelas musicas

### Posições
| Tabela musical (2020)            | Melhor posição |
| -------------------------------- | -------------- |
| Eslováquia (IFPI)                | 67             |
| Espanha (PROMUSICAE)             | 73             |
| Grécia (IFPI)                    | 92             |
| Hungria (Single Top 40)          | 28             |
| Itália (FIMI)                    | 99             |
| Lituânia (AGATA)                 | 35             |
| Nova Zelândia (RMNZ)             | 7              |
| Portugal (AFP)                   | 89             |
| Reino Unido (UK Streaming Chart) | 48             |

## Certificações
| Região | Certificação | Vendas  |
| --- | ------------ | ------- |
| Brasil (Pró-Música Brasil) | Diamante     | 160.000 |
| Canadá | Platina      | 80,000  |
| Polónia (ZPAV) | Platina      | 20.000  |
| Reino Unido (BPI) | Ouro         | 200.000 |
| Noruega (IFPI Norway) | Ouro         | 30.000  |
| Nova Zelândia (RMNZ) | Ouro         | 15.000  |
| *vendas baseadas apenas na certificação ^distribuições baseadas apenas na certificação ‡vendas+valores de streaming baseados apenas na certificação |              |         |

## Históricos de lançamentos
| Local       | Data                 | Formato                     | Formato               | Gravadora | Ref.   |
| ----------- | -------------------- | --------------------------- | --------------------- | --------- | ------ |
| Vários      | 27 de março de 2020  | Download digital streaming  | Album Track           | Warner    | [ 3 ]  |
| Vários      | 10 de julho de 2020  | Download digital streaming  | Single                | Warner    |        |
| Reino Unido | 17 de julho de 2020  | Contemporary Hit Radio      | Single                | Warner    | [ 17 ] |
| Reino Unido | 18 de julho de 2020  | Adult Contemporary Radio    | Single                | Warner    | [ 18 ] |
| Mundo       | 24 de julho de 2020  | Download Digital, Streaming | Paul Woolford Remix   | Warner    | [ 19 ] |
| Mundo       | 31 de julho de 2020  | Download Digital, Streaming | Tensnake Remix        | Warner    | [ 20 ] |
| Mundo       | 28 de agosto de 2020 | Download Digital, Streaming | Club Future Nostalgia | Warner    |        |